# Querrippe

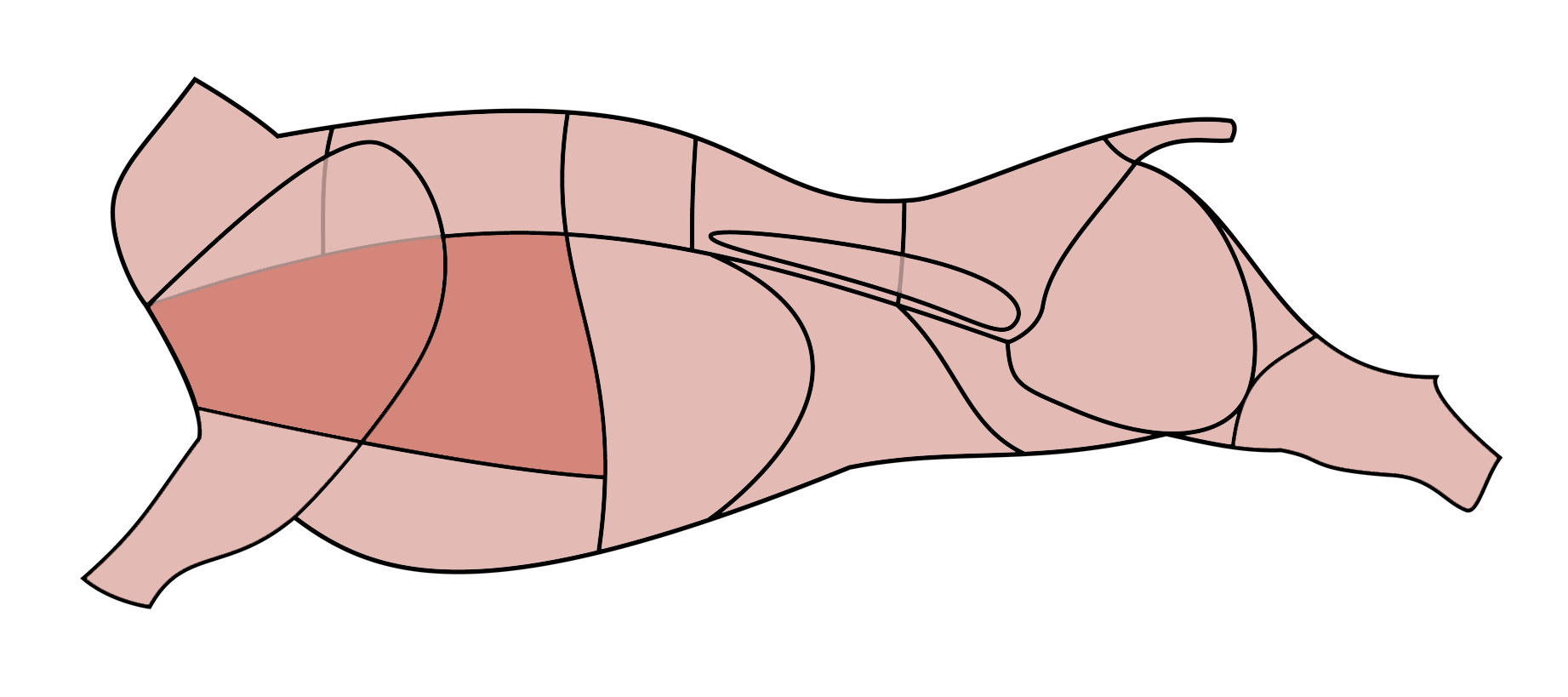
Die Querrippe

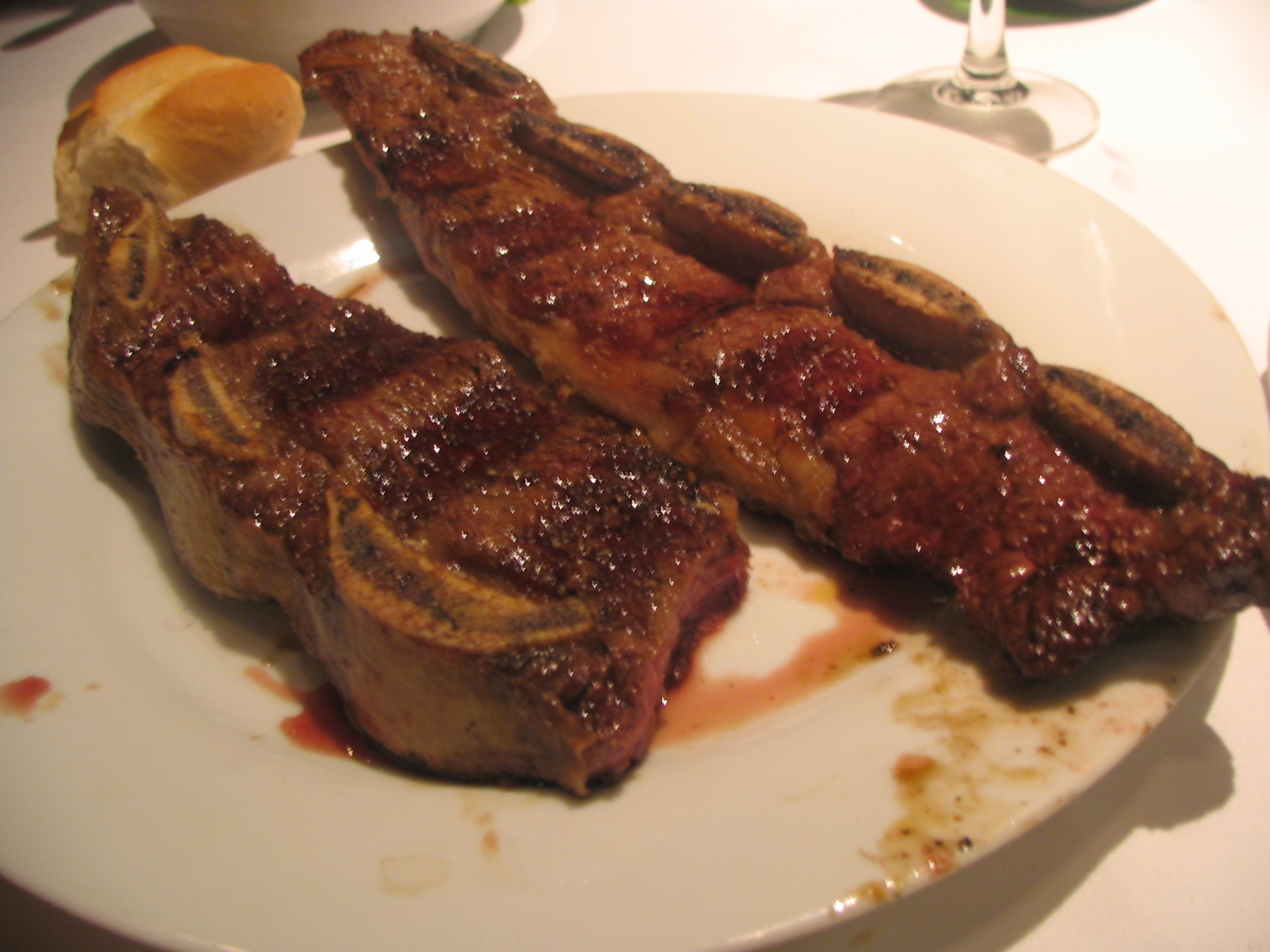
Shortribs

Die Quer-, Spann- oder Zwerchrippe  ist das vordere Teilstück der Rippen vom Rind unterhalb von Rinderhals und Hochrippe. Das mäßig durchwachsene Fleisch wird für Schmorgerichte wie Gulasch und als Kochfleisch für Eintöpfe, Suppen und Brühen verwendet. 
Querrippe wird ohne und mit Knochen, dann auch Leiterstück (nach den wie Leitersprossen angeordneten Rippen) genannt, angeboten. Ist das Fleisch gegart, lassen sich die Rippen leicht herauslösen.
In Japan und Korea ist die Querrippe eines der beliebtesten Teile beim Rindfleisch. Das 1–2 mm dünn geschnittene Fleisch ist im Idealfall gut marmoriert und in etwa zwei Finger groß. Das Fleisch wird zusammen mit saisonalem Gemüse einzeln mit Stäbchen auf einem Tischgrill (wahlweise Gas, Elektro oder Holzkohle) von der Tischrunde selbst zubereitet.
In der europäischen Küche sind Querrippen unter anderem Bestandteil des französischen Pot-au-feu.